# Галаксина
«Галакси́на» (англ. Galaxina; 1980) — американская фантастическая комедия 1980 года, режиссёра Уильяма Сакса. Пародия на большое количество фильмов, включая «Барбарелла», «Чужой», «Звёздные войны», «Звёздный путь», многочисленные вестерны и другие. 
Вышел на экраны 6 июня 1980 года.

## Сюжет
3008 год. Патрульный звездолёт «Инфинити» («Бесконечность») летает из галактики в галактику, выполняя полицейские функции. 
На борту, помимо экипажа, который во время дальних перелётов ложится в анабиоз, находится робот — девушка модельной внешности Галаксина. Она спроектирована и построена так, чтобы ни у кого не возникало соблазнов иметь с ней что бы то ни было, кроме как сотрудничество в области управления звездолётом, — температура её кожи близка к нулю, при попытке прикоснуться к ней следует немедленный удар током, говорить она не умеет.
Однажды корабль получает приказ отправиться на планету Алтарь-1 и достать редкий горный минерал «Голубая звезда». Именно в это время один из членов команды — сержант Тор — объясняется Галаксине в любви, в ответ получает удар током. Но это заставляет девушку-робота задуматься, и во время перелёта на Альту, который длится 27 лет, Галаксина перепрограммирует себя. Она делает нормальной температуру тела, выключает электрические контакты на своей коже и встраивает в себя возможность говорить.
На подлете к Алтарю «Инфинити» подбивает злодей Ордрик. Поскольку весь экипаж выходит из строя, на встречу с Френком Фьючером за минералом отправляется Галаксина. Быт планеты напоминает Дикий Запад, а местные жители питаются человечиной. В ковбойской перестрелке с Ордриком Галаксина убивает его, но затем попадает в плен к рок-н-рольщикам-кавалеристам, поклоняющимся богу Харлей-Дэвидсону. 
В финале фильма Галаксина сообщает возлюбленному, сержанту Тору, вскользь упомянувшему о невозможности потомства в их союзе, что за отдельную плату в ней предусмотрена возможность иметь детей.

## В ролях
| Актёр             | Роль                          |
| ----------------- | ----------------------------- |
| Стефен Махт       | Сержант Тор                   |
| Дороти Страттен   | Галаксина                     |
| Эйвери Шрайбер    | Капитан Корнелиус Батт        |
| Джеймс Хинтон     | рядовой Роберт Базз Мак Генри |
| Лайонел Марк Смит | Морис                         |
| Тэд Хорино        | Сэм Во                        |
| Рональд Найт      | Ордрик с планеты Мордрик      |
| Анджело Росситто  | монстр из яйца                |
| Дэвид Кокс        | мистер Спот                   |

## Критика
Известный американский писатель и авторитетный кинокритик, автор множества опубликованных в печатной литературе обзоров кинофильмов Джон Кеннет Мьюир писал об этом фильме, как о неудачной комедии: «„Галаксина“ — это не совсем „напряжение четвертого измерения“, как обещали трейлеры. В Голливуде существует неписаное правило, согласно которому комедии редко — если вообще когда-либо — должны длиться более девяноста минут, а „Галаксина“ длится девяносто пять минут и кажется некой виртуальной вечностью. На самом деле, фильм на поверку оказался скучным и чересчур длинным.
Еще один секрет создания хорошей комедии заключается в том, чтобы заставить смеяться надо всем подряд; убрать все то, что между смешными кусками „не работает“, чтобы смех просто лился рекой, друг за другом.
Опять же, это не то, что здесь происходит. В фильме много мертвой атмосферы — еще один фактор, способствующий отсутствию жизненности».